# Јудино уво
Јудино уво (лат. Auricularia auricula-judae) је шумска гљива из породице Auriculariaceae. Ова гљива упадљиво личи на уво и гримизне је до тамносмеђе боје, а може бити и црна. У народу је још позната и под називом шумско уво. Кинези је називају „ухо дрвета“ или „стаблово ухо“ (木耳) или „ухо црног дрвета“ (黑木耳). У Јапану је називају „дрвена медуза“ (キクラゲ)

## Опис
Плодоносно тело може бити од 3 цм до 10 цм широко. Код младих примерака је у облику чинијице, док касније поприма облик ушне шкољке. Желатинозно је и латерално причвршћено за супстрат помоћу кратке и закржљале дршке. Унутрашња површина је валовита, наборана и глатка. Фертилна је и може се приметити беличасти прах, који представља споре. Спољашња страна је мат, у смеђим до љубичастим нијансама, баршунаста и стерилна. Често је жиласто набрана. Месо је јако жилаво и јако танко, његова дебљина износи све 1 мм до 3 мм. Код осушених примерака је тврдо и лако ломљиво. Током сушног периода, плодоносна тела се скупљају, а након прве кише су у стању да се рехидратишу и наставе да испуштају споре. Споре су димензија 11-15 x 4-7 µм. Цилиндричног су облика, глатке, хијалине (стакластог изгледа) и благо савијене, тако да изгледом подсећају на кобасице.

## Употреба
Ова врста, као и њој сродне, се користи у азијском кулинарству већ више од 1000 година (обично осушена и самлевена у прах). Могу се јести сирове и преливене румом и медом, а познато је и слатко од ових гљива. Ипак, најчешће се користи као додатак супи, чорби или неком кинеском јелу. Хранљива вредност потиче од значајног садржаја протеина, угљених хидрата и минерала као што су калцијум, фосфор и гвожђе. Укус је благ, слаткаст. Нема ни некакав посебан мирис.
Осим у кулинарству, користи се и у кинеској народној медицини, као лек за побољшање рада крвотока, лечење крварења из хемороида и материце, код крвавих столица и дизентерије. Наводно смањује ниво холестерола у крви и триглицерида, а користи се и као противотров код тровања другим гљивама. За разлику од неких других гљива, лековитост код ове врсте није научно потврђена. Зна се да се не сме јести у количини већој од 150 g недељно (свеже) или 15 g (сушене), јер може изазвати нежељене последице. Из истог разлога не смеју их јести труднице и дојиље.
|  | Опис гљиве у овом чланку није потпун нити је довољан за коректну и сигурну идентификацију гљиве. Непажњом врло лако се јестиве гљиве могу помешати са отровним. Уколико се поједу отровне уместо јестивих гљива, може доћи до тешких оштећења појединих органа, или до смрти оног који их је појео. Aко желите да скупљате гљиве, не препоручује се коришћење описа из овог чланка за препознавање, већ да се обавестите о изгледу и начину препознавања код неког стручњака за гљиве. |

## Екологија
Сапротрофна је или паразитска врста на старим гранама или на стаблима дрвећа које одумиру.

## Распрострањеност и станиште
Космополитска је врста. Најчешће се може наћи на стаблу и гранама зове (лат. Sambucus nigra). Ређе се може наћи и на осталом листопадном дрвећу, попут јавора, бреста или багрема. Плодоноси у групама, током целе године.

## Сличне врсте
Јудино уво поседује веома специфично плодоносно тело, које није карактеристично ни за једну другу гљиву која расте на истом супстрату. Сличном врстом се може сматрати гљива из истоименог рода, која расте на истом дрвету, а то је шкембић гљива (лат. Auricularia mesenterica).

## Галерија
- Јудино уво нападнуто плеснима
- Млада плодоносна тела
- Јудино уво плодоноси у групама
- Јудино уво на одумрлом деблу